# Yogev Ohayon
Pour les articles homonymes, voir Ohayon.
Yogev Ohayon (en hébreu : יוגב אוחיון), né le 24 avril 1987 à Safed en Israël, est un joueur israélien de basket-ball. Il évolue au poste d'arrière.

## Palmarès

### Club
- Vainqueur de Euroligue 2014.